# Корпорация
Корпора́ция (от лат. corpus — тело) — организация бизнеса, основанная на долевой собственности и раздельной функции собственника и управления.
В других источниках указано что Корпорация (corporation — фирма) — вид общественных союзов (общее название для многих видов союзов, например студенческая корпорация, ассоциаций), отличающийся от других особой внутренней организацией, сплочением членов в одно целое (corpus, как говорили древнеримские юристы), и потому занимающий в гражданском обществе и обороте положение самостоятельного субъекта прав и обязанностей, «юридического лица» или форма организации бизнеса в условиях рыночной экономики, основанная на долевой собственности, характеризуется разделением функций собственника и управления.
Исполнительный орган корпорации — правление, а общее собрание её членов выразитель её воли.

## Определение
Слово «корпорация» происходит от латинского слова corpus, обозначающего тело или «группу людей». Согласно БРЭ корпорация — это форма организации бизнеса, основанная на долевой собственности и раздельной функции собственника и управления.
В соответствии с п. 1 ст. 65.1 Гражданского кодекса Российской Федерации корпоративными юридическими лицами (корпорациями) являются юридические лица, учредители (участники) которых обладают правом участия (членства) в них и формируют их высший орган. В противоположность корпорациям унитарными называются юридические лица, учредители которых не становятся их участниками и не приобретают в них прав членства.
В Системе национальных счетов 2008 года (СНС-2008) корпорация определяется как единицы, которые: могут производить прибыль или другие финансовые выгоды для их собственников; признаны законом как юридические лица, отдельные от их собственников, которые имеют ограниченные обязательства; учреждены для участия в рыночном производстве.

## История
Идея юридического лица как самостоятельного субъекта права впервые была реализована в Древнем Риме.
Уже в древнейшее время существовали различные частные корпорации: союзы с религиозными целями (sodalitates, collegia sodalicia), профессиональные союзы различных ремесленников (pistorum, fabrorum и т. д.). О частных корпорациях упоминается в законах XII таблиц (451—450 год до н. э.). По свидетельству Гая, они предоставляли членам collegia sodalicia (sodales) создавать для себя правила и уставы, лишь бы эти уставы не противоречили закону.
В период ранней республики появляются корпорации apparitorum (низших служителей при магистратах), корпорации взаимопомощи (похоронные — collegia funeraticia) и т. д. Такие корпорации имеют общее имущество — общую кассу (arca communis), но это имущество юридически рассматривается или как имущество всех отдельных членов (по правилам товарищества, societas) в известных долях, или как имущество одного из них — того, кто является казначеем. Как самостоятельный субъект в отношениях с третьими лицами римская корпорация не выступает. Третьи лица имеют дело только с отдельными членами.
В период поздней республики имущество корпорации уже рассматривается как общее имущество всех членов. Для того, чтобы придать корпорации устойчивость, допускается внесение в устав принципа нераздельности этого общего имущества: отдельные члены не могут потребовать выдела своей части, уход одних членов и вступление других на общем имуществе не сказывается. Благодаря этому создается обособленность имущества корпорации от её участников.
К началу империи в качестве юридических лиц были признаны муниципии и частные корпорации. Таким образом, римским правом не только оформлена идея юридического лица, но и дано её практическое выражение: выработаны понятие правоспособности юридического лица, независимой от физических лиц — участников, приёмы искусственной дееспособности и даже основные типы юридических лиц (корпорации и учреждения).
Ко времени правления Юстиниана (527—565) римское право признавало ряд юридических лиц под названиями Universitas, corpus или collegium. К ним относятся само государство (Populus Romanus), муниципалитеты и такие частные ассоциации, как спонсоры религиозного культа, похоронные общества, политические группы и гильдии ремесленников или торговцев. Такие органы обычно имели право владеть собственностью и заключать контракты, получать подарки и наследство, предъявлять иски и, в целом, совершать правовые действия через представителей. Частным ассоциациям император предоставил определённые привилегии и свободы.
В Средневековье юридическое лицо (корпорация) рассматривалась как фиктивное правовое лицо (persona ficta), созданное властью (государством или феодалом). Право на осуществление деятельности подтверждалось особым актом (например, хартией). Предполагаемая старейшая корпорация в мире — медный рудник Stora Kopparberget, который находится в городе Фалун, Швеция, получивший устав от короля Магнуса Эрикссона в 1347 году.
Во время колониальной экспансии в XVII веке многие европейские монархии стали создавать корпорации и давать им право (как, например, в праве британской Короны) на монополию ведения бизнеса с колониями, что сделало эти компании прообразом современных корпораций. Примерами таких компаний могут быть Голландская Ост-Индская компания, Французская Вест-Индская компания, британские Ост-Индская компания и Компания Гудзонова залива. Эти корпорации также были известны как «королевских корпораций», т.к. они были инкорпорированы на основе королевских патентных грамот.
В XVIII—XIX вв. институт корпорации рассматривался как синоним юридического лица. Характерные черты корпораций того времени унаследованы от римских частных корпораций. Тогда все теории, определявшие правовую природу конструкции юридического лица (корпорации), сводились лишь к теориям фикции. В решении Верховного суда США, относящемуся к началу XIX в., было дано следующее определение:

Корпорация — это искусственное образование, невидимое, неосязаемое и существующее только с точки зрения закона
Оригинальный текст (англ.)an artificial being, invisible, intangible, and existing only in contemplation of law
— Trustees of Dartmouth College v. Woodward, 17 U.S. (4 Wheat.) 518, 4 L. Ed. 629 (1819)
Современная практика США различает публичные (public), квазипубличные (quasi-public), коммерческие (private, business of profit-making) и некоммерческие (Non-profit) корпорации.
К публичным корпорациям ᴏᴛʜᴏϲᴙтся государственные и муниципальные органы (города, округа, селения).
Полупубличными считаются корпорации, служащие общим нуждам населения, например, для снабжения населения газом, водой, электричеством, железнодорожные корпорации. К числу полупубличных корпораций ᴏᴛʜᴏϲᴙт и предприятия, акции кᴏᴛᴏрых принадлежат государству (предприятия оборонного, космического комплекса).
Все остальные корпорации ᴏᴛʜᴏϲᴙтся к категории частных, то есть тех, в создании кᴏᴛᴏрых государство не принимает участия и которые образованы по инициативе граждан для осуществления ими ϲʙᴏих, частных интересов.
Коммерческие (предпринимательские) корпорации создаются для извлечения прибыли от реализации товаров и услуг.
Некоммерческими корпорациями считаются религиозные организации, корпорации в области образования (школы, колледжи, университеты и т. п.), благотворительные фонды.
В современном континентальном праве понятие корпорации отличается от англосаксонского. В него включаются специфические для континентальной правовой системы юридические конструкции, например, товарищества, государственные учреждения. В то же время отсутствуют характерные для англосаксонского права юридические лица (государственные органы, занимающиеся управленческой деятельностью).
Правовая система Российской Федерации относится к романо-германской правовой семье.
Действующее российское законодательство даёт понятие юридического лица (ч. 1 ст. 48 ГК РФ). Проводятся классификации на корпоративные и унитарные юридические лица, а также на коммерческие и некоммерческие организации. Даётся определение корпорации. Понятия предприятия и организации в ГК РФ не определяются. Для юридических лиц предлагается закрытый перечень организационно-правовых форм.

## Признаки (типичные характеристики) корпораций
Законы, регламентирующие создание, управление и операции корпораций, учрежденных как юридические лица, могут варьироваться от страны к стране, и поэтому невозможно дать точное юридическое определение корпорации, которое имело бы универсальный характер. СНС-2008 указывает в детальной форме на некоторые типичные характеристики корпораций, которые являются наиболее существенными с точки зрения системы национальных счетов.
Корпорация — это юридическое лицо, созданное в соответствии с законодательством, чье существование признается независимым от других институциональных единиц, которые могут быть акционерами этой корпорации. Существование, наименование и адрес корпорации обычно отражаются в специальном регистре, созданном для этой цели. Обычно считается, что корпорация имеет центр преобладающего экономического интереса (то есть является резидентом) в той стране, в которой она создана и зарегистрирована.
Корпорация, которая создана с целью производства товаров и услуг для продажи их на рынке, осуществляет эти продажи по экономически значимым ценам. Это означает, что корпорация является рыночным производителем.
Корпорация полностью ответственна и подотчетна перед законом за свои действия, обязательства и контракты. Корпорация является субъектом налогового режима в той стране, резидентом которой она является в отношении её производственной деятельности, дохода или активов.
Собственность корпорации принадлежит акционерам коллективно. Размер дохода, распределяемого акционерам в качестве дивидендов в течение одного отчетного периода, определяется директорами корпорации. Доход обычно распределяется акционерам пропорционально стоимости или количеству акций или другим видам участиям в капитале, которыми они обладают. Могут быть различные типы акций в той же самой корпорации, обеспечивающие различные права.
В том случае, если корпорация сворачивает свою деятельность или ликвидируется, акционеры имеют права на долю в чистой стоимости капитала корпорации, остающуюся после того, как все активы проданы и обязательства погашены. Если корпорация объявляется банкротом ввиду того, что её обязательства превышают стоимость её активов, акционеры не обязаны выплачивать оставшуюся часть
обязательств.
Контроль над деятельностью корпорации в конечном итоге осуществляется коллективно акционерами. Корпорация имеет совет директоров, который ответственен за политику корпорации и назначает
главных управляющих корпорации. Совет директоров обычно назначается коллективным голосованием акционеров.
На практике, однако, некоторые акционеры могут оказывать большее влияние и осуществлять больший контроль над политикой и операциями корпорации, чем другие акционеры.
Голосующие права акционеров, возможно, не являются равными. Некоторые типы акций обеспечивают больший вес в отношении голосующих прав, тогда как другие могут обеспечивать исключительные права, такие как право назначения в совет директоров или право накладывать вето на другие назначения, сделанные большинством голосов. Такие исключительные права могут принадлежать правительству в том случае, если оно является акционером корпорации.
Многие акционеры, имеющие голосующие права, возможно, не используют их, и поэтому небольшое организованное меньшинство акционеров может осуществлять контроль над политикой и операциями корпорации.
В правоведении характеризующими корпорацию признаками признают: участие (членство), а также управление ее делами и(или) деятельностью.

## Модели корпоративного управления
Система корпоративного управления призвана регулировать взаимоотношения между менеджерами компаний и их владельцами, а также согласовывать цели заинтересованных сторон (акционеров компании), обеспечивая эффективное функционирование компаний. Существуют различные модели корпоративного управления: англо-американская, немецкая (инсайдерская), японская.
В англо-американской модели интересы акционеров представлены большим количеством мелких инвесторов, управление находится в руках менеджмента корпорации. В немецкой (инсайдерской) модели все стороны, заинтересованные в деятельности корпорации, имеют право участвовать в процессе принятия решений (акционеры, менеджеры, персонал, банки, общественные организации).
Англо-американская и германская модели — два крайних варианта. Между которыми находится множество промежуточных национальных форм. Японская модель корпоративного управления характеризуется как полностью закрытая и основанная на банковском контроле, это позволяет снизить проблему контроля менеджеров. Семейная модель управления распространена во всех странах мира, в этой системе управление корпорациями осуществляется членами близкими родственниками (семьёй). В российской модели корпоративного управления принцип разделения прав собственности и контроля обычно не признается.
Для «японской модели» существенными элементами являются социальная общность, солидарность и корпоративная культура. Ключевой элемент «японской модели» корпоративного управления — система пожизненного найма персонала.
В научной литературе дополнительно выделяют директивную (при применении руководящих указаний и директив) публично-правовых образований), бенефициарную (при опосредованном корпоративном контроле над корпорацией, в том числе через ее конечных выгодоприобретателей) и обезличенную (при сокрытии реального владельца и (или) управленца корпорации) модели корпоративного управления.

## В российском праве
Федеральным законом от 05.05.2014 № 99-ФЗ в Гражданский кодекс Российской Федерации введена статья 65.1 «Корпоративные и унитарные юридические лица».
В соответствии с п. 1 указанной статьи корпоративными юридическими лицами (корпорациями) являются те юридические лица, учредители (участники) которых обладают правом участия (членства) в них и формируют их высший орган. К ним отнесены:
- хозяйственные товарищества и общества,
- крестьянские (фермерские) хозяйства,
- хозяйственные партнерства,
- производственные и потребительские кооперативы,
- общественные организации,
- ассоциации (союзы),
- товарищества собственников недвижимости,
- казачьи общества, внесенные в государственный реестр казачьих обществ в Российской Федерации, а также
- общины коренных малочисленных народов Российской Федерации.

Юридические лица, учредители которых не становятся их участниками и не приобретают в них прав членства, являются унитарными юридическими лицами. К ним относятся:
- государственные и муниципальные унитарные предприятия,
- фонды,
- учреждения,
- автономные некоммерческие организации,
- религиозные организации,
- публично-правовые компании.